# Jingpo Lacus
 (mai 2012).
Si vous disposez d'ouvrages ou d'articles de référence ou si vous connaissez des sites web de qualité traitant du thème abordé ici, merci de compléter l'article en donnant les références utiles à sa vérifiabilité et en les liant à la section « Notes et références ».
Jingpo Lacus est un lac de Titan, satellite naturel de Saturne.

## Caractéristiques
Son diamètre est de 240 km. Il se situe dans l'hémisphère nord de Titan et est principalement composé d'éthane et de méthane liquide. 
Le nom de ce lac a été donné en référence au lac Jingpo qui se trouve en Chine.